# Sabra (personagem)
Sabra é o pseudônimo de Ruth Bat-Seraph, uma personagem fictícia e super-heroína israelense que aparece nos quadrinhos americanos publicados pela Marvel Comics.

## Histórico de publicação
Sabra fez uma aparição em Incredible Hulk #250 (agosto de 1980), mas apareceu pela primeira vez em Incredible Hulk #256 (fevereiro de 1981).  Ela foi criada por Bill Mantlo e Sal Buscema. Belinda Glass, cantora e primeira esposa do escritor da Marvel, Mark Gruenwald, surgiu com o nome e o conceito do personagem. "Sabra" significa coloquialmente um nativo de Israel e uma espécie de figo.

## Biografia do personagem fictício
Ruth Bat-Seraph nasceu perto de Jerusalém. Ela foi criada em um kibutz especial administrado pelo governo israelense depois que seu poder se manifestou. Ruth foi a primeira agente sobre-humana a servir no Mossad (o serviço secreto israelense). Ela se tornou uma policial, além de servir como agente do governo. Seu primeiro ato público como Sabra foi uma batalha com o Hulk, que ela erroneamente acreditava estar trabalhando com terroristas árabes que operavam em Israel.  Pouco tempo depois, Sabra foi escolhida como peão da Morte no jogo deste último contra o Grão-Mestre. Lá, ela conheceu o Homem de Ferro e o Cavaleiro Árabe, e lutou contra a Mulher-Hulk e o Capitão Britânia.  Mais tarde, ela apareceu na cerimônia de anistia do Hulk em Washington, D. C.  Alguns anos depois, o filho de Sabra foi morto em um ataque terrorista. Ela desobedeceu ordens para levar os assassinos de seu filho à justiça.
Sabra é um dos poucos mutantes que mantiveram seus poderes após os efeitos do Dia M.  Ela é vista mais tarde, a pedido do governo britânico, ajudando Union Jack contra um ataque terrorista em Londres.  Ela entra em conflito com o novo Cavaleiro Árabe por causa de diferenças culturais, mas eles trabalham juntos de má vontade, em paralelo com seu relacionamento com o primeiro Cavaleiro Árabe durante o Concurso dos Campeões.
Sabra mais tarde representou o governo israelense quando participou da reunião do Pantera Negra na Sala Éden da Montanha dos Vingadores. 

## Poderes e habilidades
O poder mutante de Sabra aumentou todas as habilidades físicas de seu corpo, como força, velocidade, agilidade, reflexos e resistência a níveis sobre-humanos. Ela pode suportar impactos de até tiros de rifle de alto calibre, embora tenha sido ferida pelo fogo de uma submetralhadora MP-40. 

## Em outras mídias

### Televisão
- Sabra aparece no episódio de 1994 do Quarteto Fantástico "Doomsday". Ela é vista quando o Surfista Prateado passa por ela no ar. [7]

### Cinema
- Sabra aparece no filme Captain America: Brave New World, do Universo Cinematográfico Marvel, interpretada por Shira Haas. A personagem é reinterpretada como uma veterana da Sala Vermelha que cria Viúvas Negras, e trabalha como assessora de segurança na Casa Branca.[8]